# Mollinedia butleriana
Mollinedia butleriana är en tvåhjärtbladig växtart som beskrevs av Standley. Mollinedia butleriana ingår i släktet Mollinedia och familjen Monimiaceae. Inga underarter finns listade i Catalogue of Life.